# Wasserwerk Johannisthal
Das Wasserwerk Johannisthal (Ausspracheⓘ) steht in einem rund 35 Hektar großen Naturschutzgebiet im Berliner Bezirk Treptow-Köpenick. Das Wasserschutzgebiet wird im Norden vom Königsheideweg, im Westen von der Kleingartenanlage Lindental, im Süden von der Bundesautobahn 113 und im Osten von der Springbornstraße sowie dem Koschatweg begrenzt.

## Geschichte

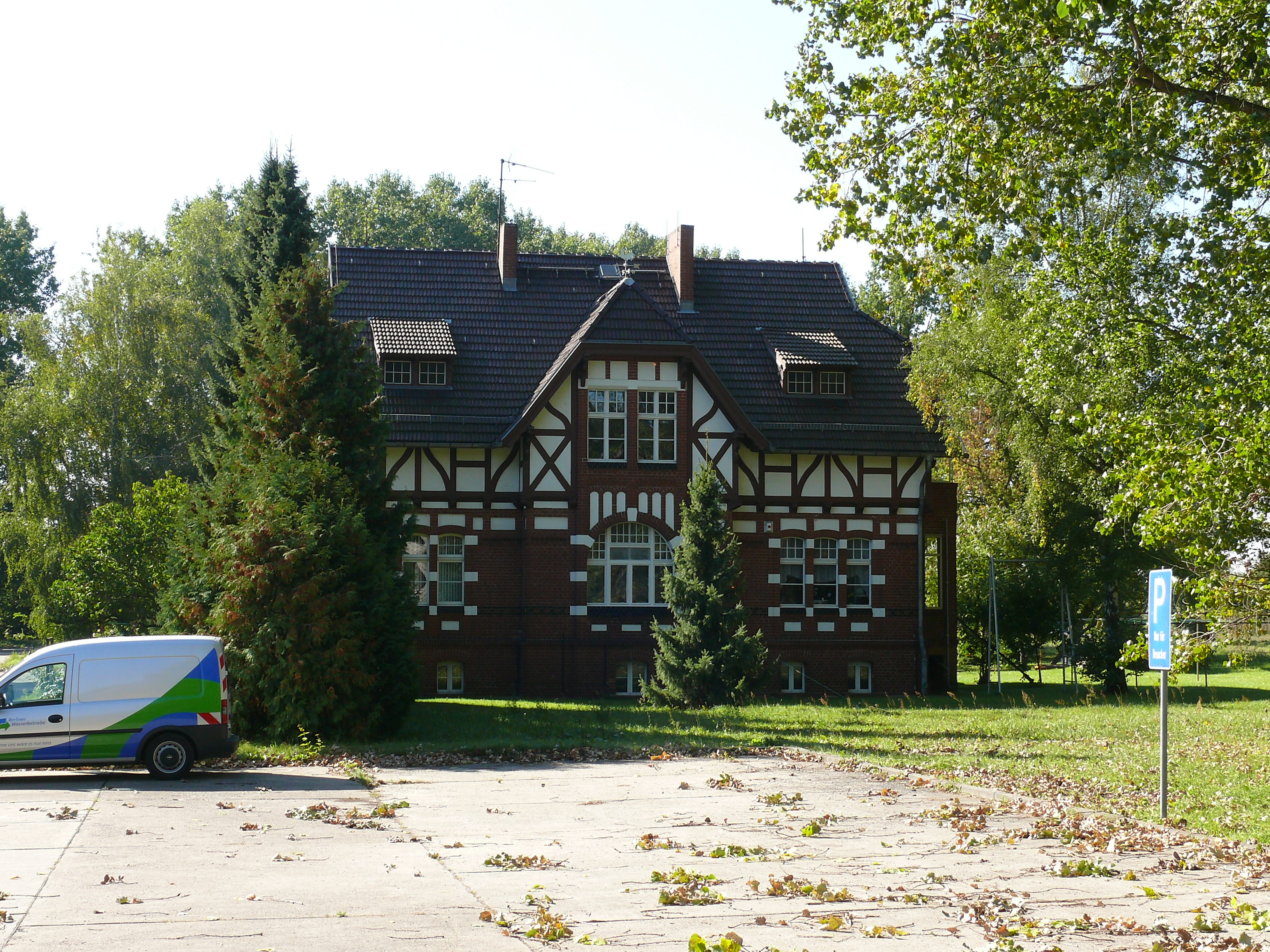
Verwaltungsgebäude am Königsheideweg (das NSG liegt dahinter)

Auf der Fläche des heutigen Naturschutzgebiets wurde 1901 ein Wasserwerk mit zwei Hebeleitungen in Betrieb genommen, die mit Hilfe von insgesamt 26 Förderbrunnen Wasser aus der Spree, der Dahme, dem Britzer Verbindungskanal und dem Teltowkanal entnahmen. Der Bau war wegen der schnell steigenden Einwohnerzahlen erforderlich geworden. 
Bis in die 1970er Jahre nahm das Wasserwerk rund 80 weitere Brunnen in Betrieb. Bei einer Förderleistung von 65.000 m³ pro Tag konnten so rund 300.000 Einwohner mit Trinkwasser versorgt werden. 
Nach der politischen Wende sank der Trinkwasserverbrauch deutlich; 2001 wurde die Förderung vorerst vollständig eingestellt. Geplant ist aber, die Trinkwassergewinnung wieder aufzunehmen, wozu umfangreiche Sanierungsmaßnahmen im Umfeld des Wasserwerks und an der installierten Technik erforderlich sind. Im Einzugsgebiet sind insbesondere Schadstoffe wie Arsen, Cyanid und LCKW aus Altlastengrundstücken eingetragen worden. Die Funktion des Wasserwerks Johannisthal beschränkt sich deshalb auf die Gewährleistung der Altlastensanierung und die Einhaltung eines umwelt- und siedlungsverträglichen Grundwasserstandes (Stand: Mitte der 2010er Jahre). Weiterhin weist das Wasserversorgungskonzept für Berlin das Wasserwerk Johannisthal als Standort der Trinkwasserversorgung aus.